# Judd

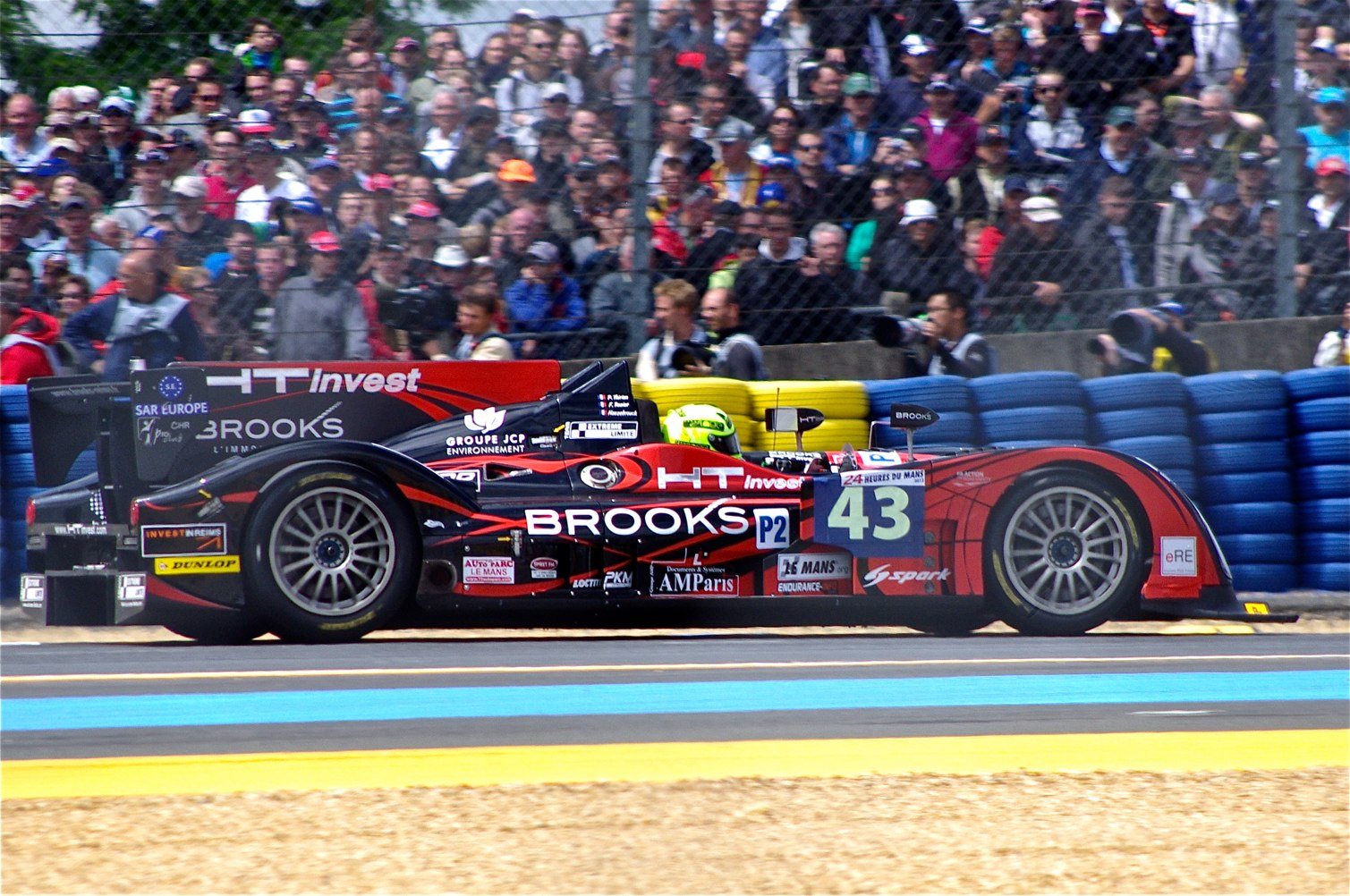
La Norma M200P LMP2 alla 24 Ore di Le Mans 2012 motorizzata Judd

Judd è una casa motoristica britannica facente parte dell'azienda Engine Developments Ltd. 
Fondata nel 1971 a Rugby (Warwickshire) da John Judd e Jack Brabham, tre volte campione del mondo di Formula 1, l'azienda nacque inizialmente per produrre i motori della scuderia Brabham e divenne una delle prime case motoristiche autorizzate dalla Cosworth per la manutenzione e la revisione dei famosi motori DFV, ma in seguito si espanse anche in diverse aree del motorsport.
Judd ha fornito motori o parti di esso a numerose scuderie tra le quali Honda, Yamaha, Mazda, Toyota, Nissan, e in passato anche a quelle di Formula 1 Williams, Lotus, Tyrrell, Andrea Moda e Arrows.
Parte della sua attività si è rivolta alla fornitura di motori da competizione per vetture del tipo Le Mans Prototype (LMP), impegnati nelle gare endurance. Judd ha realizzato e venduto due tipi di frazionamenti: un poderoso motore V10 di 5,5 litri per prototipi di classe LMP1 e un motore V8 di 3,4 litri (derivato dal V10) utilizzato su prototipi di classe LMP2. In aggiunta a questa attività, Judd ha costruito per conto di Lotus il motore 2.2 V6 Biturbo utilizzato nella Izod Indycar Series.

## Storia

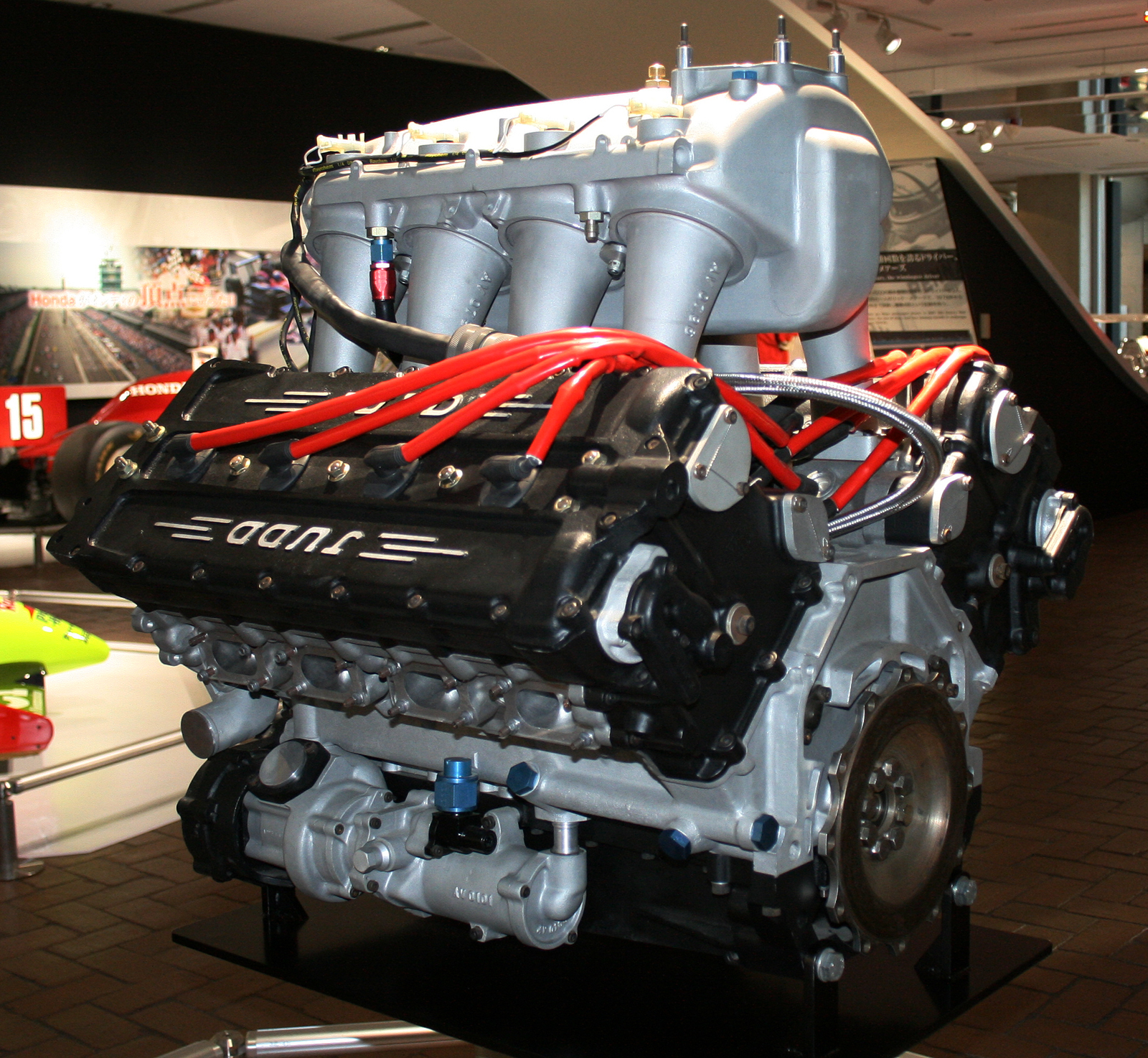
Motore Judd AV 1989

### Formule minori
Dopo la partenza di Jack Brabham dall'azienda Engine Developments Ltd, Judd è stata incaricata da Honda di sviluppare un motore per il ritorno dell'azienda in Formula 2 in collaborazione con il team Ralt di Ron Tauranac. Dopo la scomparsa della serie alla fine della stagione 1984, Judd ha continuato a sviluppare nuovi motori Honda. Il primo fu il Judd AV, un motore turbo V8 costruito per l'avventura della casa giapponese nella formula CART, utilizzato a partire dalla metà della stagione 1986 dalla scuderia Galles Racing con il pilota Geoff Brabham. Brandizzato come Brabham-Honda, ottenne come miglior risultato un 4º posto nella Michigan 500 del 1986. Nel 1987, il motore fu usato per la prima volta nella Indianapolis 500. Brabham ottenne due secondi posti nei circuiti di Pocono e Road America, ed un terzo nella gara finale della stagione a Miami.
Il motore divenne famoso per la sua affidabilità e per il consumo inferiore di carburante, in particolare nelle gare di 500 miglia. Tuttavia, risultò svantaggiato a causa della minore potenza in cavalli rispetto al motore dominante all'epoca, lo Chevrolet-Ilmor.
Nel 1988 la scuderia Truesports con il pilota Bobby Rahal diventò la squadra principale, ed il nome "Honda" fu eliminato dalla denominazione. Durante la stagione 1988, Rahal approfittò dell'affidabilità del propulsore nelle gare più lunghe, finendo quarto ad Indy e secondo al Michigan 500. Successivamente, segnò poi la prima ed unica vittoria in Indycar per il motore Judd presso il circuito Pocono 500. Dieci piazzamenti nella top ten portarono la scuderia ad un impressionante terzo posto finale in classifica. Judd ha continuato a sviluppare aggiornamenti per il motore AV nei primi anni novanta, anche dopo che la Honda smise di brandizzare il motore. Quando la Honda si trasferì nella Formula 3000, Judd ne sviluppò ancora una volta il motore. Basandosi sull'architettura del precedente motore AV, fu messo a punto il nuovo BV V8, stavolta nella variante aspirata, che formò poi la base per i successivi motori di Formula 1.

#### KV
Dopo l'addio alla Formula 1, Judd tornò in Formula 3000 nel 1995 sviluppando un nuovo motore, denominato KV, avente un'architettura V8 di tre litri di cilindrata. Judd costruì i motori in regime di monopolio, anche se successivamente la Zytek fu incaricata della manutenzione delle oltre 80 unità costruite. Sebbene la produzione del motore KV sia cessata e la serie Formula 3000 si sia conclusa nel 2004, Zytek ha poi utilizzato i motori come base per le unità propulsive della serie A1 Grand Prix nel 2005.

### Formula 1
Nel 1988, in collaborazione con la scuderia March, Judd sviluppò un motore aspirato di Formula 1, in vista del bando dei propulsori turbocompressi l'anno successivo. Utilizzando il V8 BV come punto di partenza, Judd produsse un motore a basso consumo che potesse competere in pista e nel mercato dominato, per le scuderie clienti, dal Ford-Cosworth V8 che era la scelta preferita per le piccole scuderie.